# 천마총

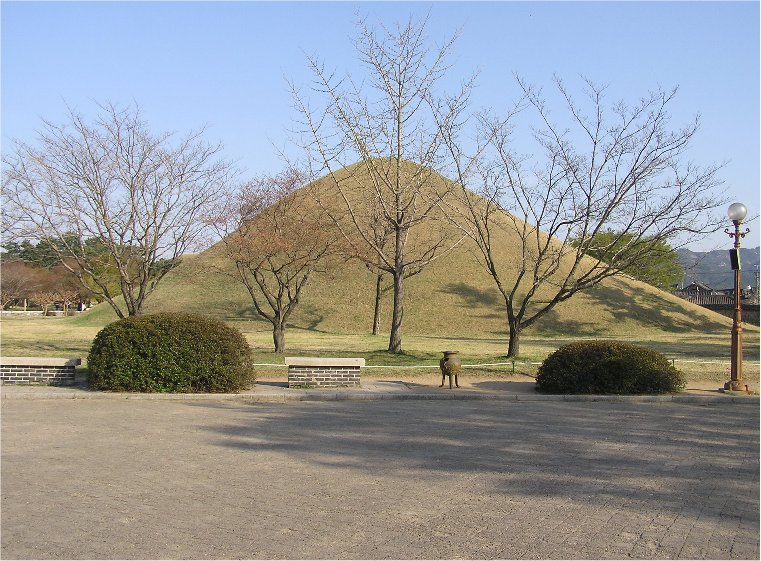
천마총

천마총(天馬塚)은 신라 21대 소지왕 혹은 22대 지증왕 중 잠정적으로 지증왕의 능으로 추정되는 대한민국 경주의 고분이다. 지름 47m, 높이 12.7m이며, 1973년에 발굴되어, 천마도(국보 제207호), 금관(국보 제188호), 금모(국보 제189호) 등 11,297점의 부장품이 출토되었다. 유물 중에 순백의 천마(天馬) 한 마리가 하늘로 날아 올라가는 그림이 그려진 자작나무 껍질로 만든 천마도가 출토되어 천마총이란 이름이 붙여졌다. 그 밖에 서조도(瑞鳥圖)와 기마인물도(騎馬人物圖)도 출토되었다. 현재 경상북도 경주시 (대릉원 내)에 위치해있으며 무덤 내부를 복원하여 공개하고 있다. 2017년 보수 후 원래 위치에서 조금 밀려서 복원된 목곽을 원 위치로 옮기고 적석과 봉분을 제대로 복원하였으며 관리용 복도 부분도 전시 부분으로 활용하고 있다. 피장자의 키는 160cm 내외로 추정된다.
목곽의 높이는 2.1m로 보고되었으나, 최근 함몰양상과 주칠냇돌을 근거로 3.4m로 수정되었다. 또한 관곽의 구조는 1곽 1관으로 보고되었으나, 내부 유물의 출토정황을 근거로 2곽 1관 또는 3곽 1관으로 보는 견해가 유력하다. 

## 현지 안내문
천마총은 신라시대의 대표적 돌무지 덧널무덤이다. 밑둘레 157m, 높이 12.7m 되는 비교적 큰 무덤으로 5~6세기경에 축조된 어느 왕의 무덤으로 추정된다.
구조는 평지 위에 나무널과 껴묻거리 상자를 놓고, 그 바깥에 나무로 짠 덧널을 설치하여 돌덩이를 쌓고 흙으로 덮었다.
발굴조사했을 때 금관을 비롯한 유물 11,500여 점이 출토되었다. 그 중 자작나무 껍질에 하늘을 나는 말 그림(天馬圖)이 그려진 말다래(障泥)가 나왔으므로 '천마총'이라는 이름이 붙여졌다.
출토된 주요 유물은 복제품으로 만들어 전시하고 무덤의 내부구조를 볼 수 있도록 꾸몄다.

## 출토 유물

### 국보
- 천마총 금관 - 국보 제188호, 국립경주박물관 소장
- 천마총 관모 - 국보 제189호, 국립경주박물관 소장
- 천마총 금제 허리띠 - 국보 제190호, 국립경주박물관 소장
- 경주 천마총 장니 천마도 - 국보 제207호, 국립경주박물관 소장

### 보물
- 천마총 금제 관식 - 보물 제617호, 국립경주박물관 소장
- 천마총 금제 관식 - 보물 제618호, 국립경주박물관 소장
- 천마총 목걸이 - 보물 제619호, 국립경주박물관 소장
- 천마총 유리잔 - 보물 제620호, 국립경주박물관 소장
- 천마총 환두대도 - 보물 제621호, 국립경주박물관 소장
- 천마총 자루솥 - 보물 제622호, 국립경주박물관 소장

## 천마도
최근에 이르러서 천마총의 천마 그림이 말이 아닌 기린의 그림, 즉 기린도(麒麟圖)라는 주장이 제기되고 있다. 기린은 성인이 세상에 나올 징조로 나타난다고 하는 상상의 짐승을 말한다. 몸은 사슴과 같고 꼬리는 소의 꼬리에, 발굽과 갈기는 말과 같으며 빛깔은 5색이라고 알려져 있다. 천마총에 보이는 천마의 그림을 자세히 보면 머리에 뿔이 표현되어 있고 입에서 신기(神氣)를 내뿜고 있는 것은 기린 그림에서 나타나는 공통점이며 뒷다리에서 뻗쳐 나온 갈기의 표현은 기린이나 용 등의 신수(神獸)에서 나타나는 공통된 표현이라는 것이다. 따라서 전반적으로 볼 때 말보다는 오히려 기린을 표현한 것으로 보아야 한다는 주장이다.

## 사진

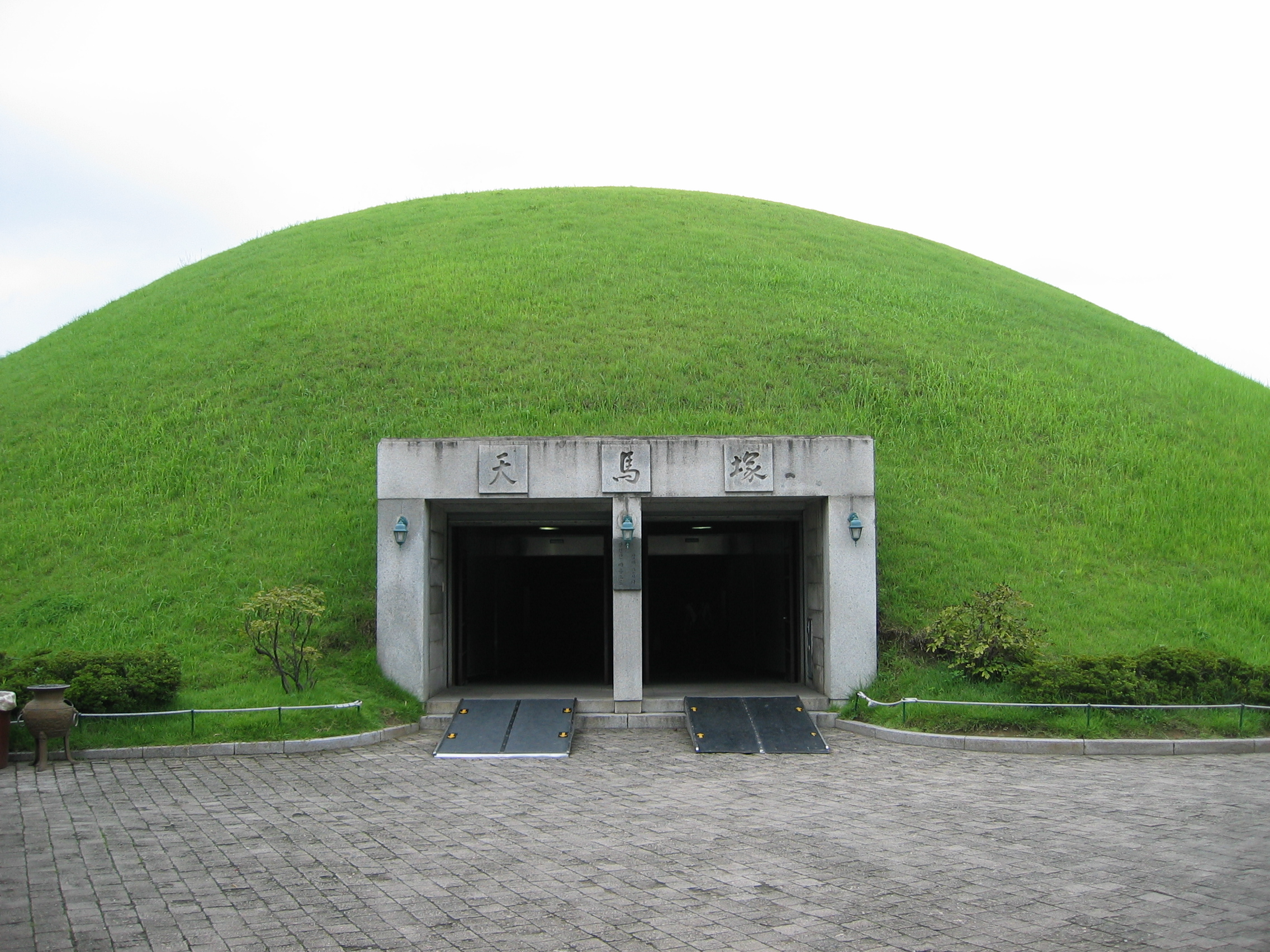
천마총 입구 정면
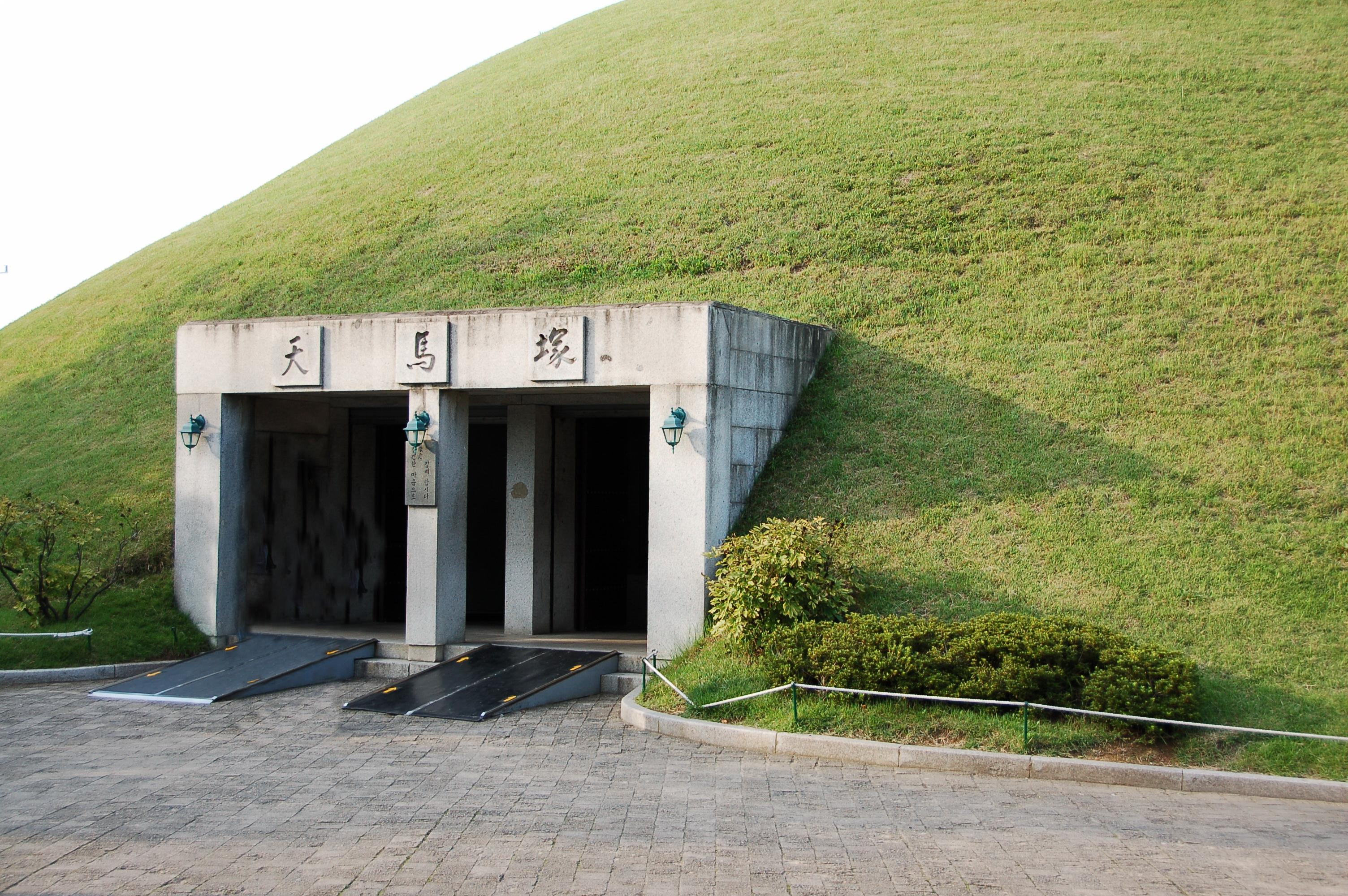
천마총 입구 측면
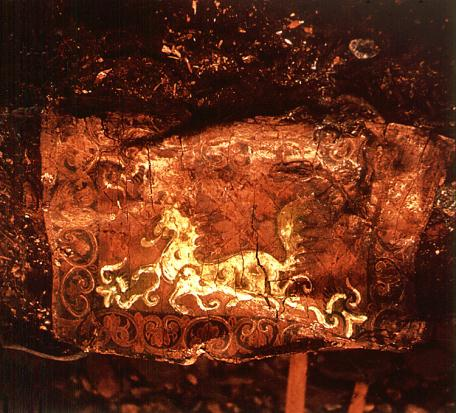
경주 천마총 장니 천마도 (국보 제207호)
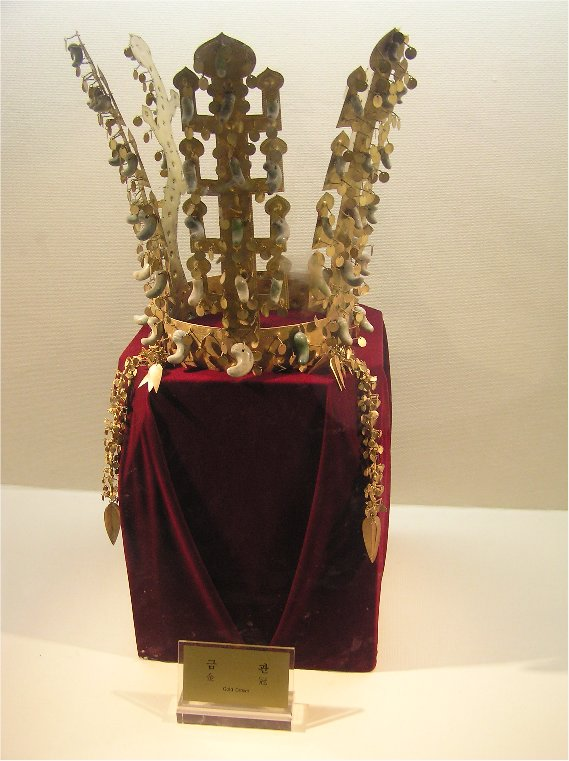
천마총 금관 (국보 제188호)
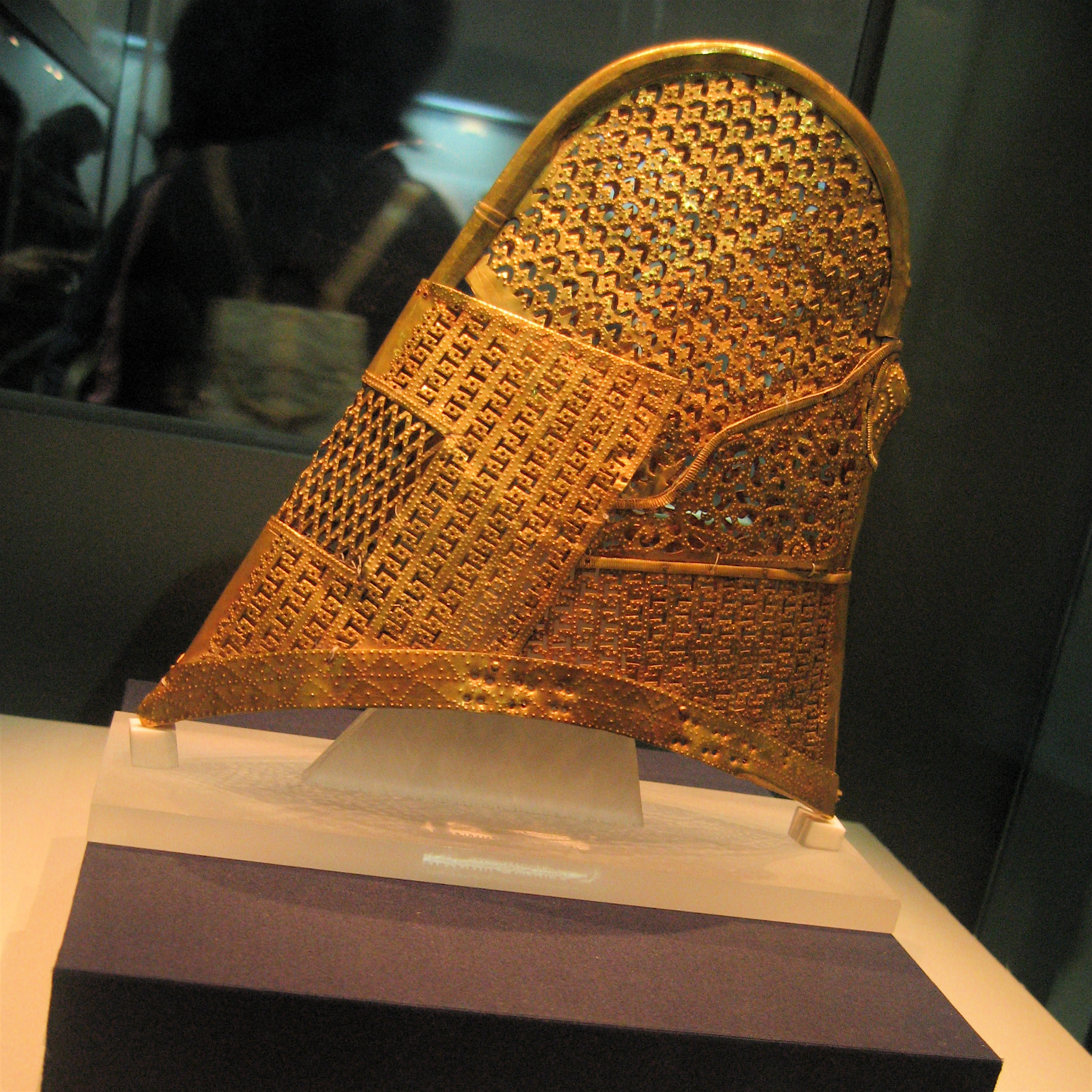
천마총 관모 (국보 제189호)

## 같이 보기
- 한국의 역사
- 신라
- 한국의 미술